# Robert Bage
Robert Bage est un écrivain anglais. Né le 11 mars 1730 à Darley Abbey, près de Derby, il est mort à Tamworth, le 1er septembre 1801.

## Biographie
Fils d'un papetier dont il prend la suite, il crée à Elford une importante manufacture de papier qu'il développe habilement en s'associant avec Erasmus Darwin (1765). Après quelques déboires financiers, et pour compenser cela, il se consacre à la littérature.  On lui doit ainsi des romans d'un style vif, réputé pour ses portraits mais dont les questions morales et religieuses furent critiquées. 

## Œuvres
- Hermsprong (1796)
- Le Mont Heneth (1781)
- Barham Downs (1784)
- La Belle Syrienne (1787)
- James Wallace (1788)
- l'Homme tel qu'il est (1792)
- l'Homme tel qu'il n'est pas (1792)